# Serra del Solà (les Valls de Valira)
La Serra del Solà és una serra situada al municipi de les Valls de Valira a la comarca de l'Alt Urgell, amb una elevació màxima de 1.832 metres.